# Timea Bacsinszky
Timea Bacsinszky (uitspr. Batsjinski) (Lausanne, 8 juni 1989) is een tennisspeelster uit Zwitserland, van Hongaarse afkomst. Zij begon haar loopbaan in 1999.

## Loopbaan
Bacsinszky debuteerde in 2004 in de WTA-tour op het toernooi van Straatsburg. In juni 2007 nam zij voor het eerst deel aan het hoofdtoernooi van Roland Garros en bereikte daarin de tweede ronde. Tot op heden(maart 2018) heeft zij zeven WTA-finales gespeeld, waarvan vier gewonnen. Haar beste resultaat in het WTA-circuit is het bereiken van de finale op het Premier Mandatory-toernooi van Peking in 2015. Daardoor kwam zij op 12 oktober 2015 binnen in de top tien van de WTA-ranglijst.
In het dubbelspel bereikte Bacsinszky negen finales op de WTA-tour, waarvan zij er vijf won. In 2016 bereikte zij onder meer de finale van de Olympische Spelen in Rio de Janeiro, samen met Martina Hingis.
Sinds 2004 komt zij uit voor het Zwitserse Fed Cup-team – zij behaalde daar een winst/verlies-balans van 28–21. Tweemaal bereikte zij de halve finale van Wereldgroep I – in 2016 verloren zij van het Tsjechische team; in 2017 waren de Wit-Russinnen te sterk voor hen.

## Posities op deWTA-ranglijst
Positie per einde seizoen:
| jaar | rang enkelspel | rang dubbelspel |
| ---- | -------------- | --------------- |
| 2003 | 455            | –               |
| 2004 | 247            | 584             |
| 2005 | 392            | 393             |
| 2006 | 121            | 241             |
| 2007 | 123            | 171             |
| 2008 | 53             | 180             |
| 2009 | 54             | 107             |
| 2010 | 51             | 37              |
| 2011 | 242            | 347             |
| 2012 | 185            | 125             |
| 2013 | 285            | 531             |
| 2014 | 48             | 138             |
| 2015 | 12             | 143             |
| 2016 | 15             | 209             |
| 2017 | 39             | 181             |
| 2018 | 194            | 80              |

## Palmares
| Legenda                 |
| ----------------------- |
| Grandslamtoernooi       |
| Olympische Spelen       |
| Year-End Championships  |
| Premier Mandatory       |
| Premier Five / WTA 1000 |
| Premier / WTA 500       |
| International / WTA 250 |
| Challenger / WTA 125    |

### WTA-finaleplaatsen enkelspel
| nr.              | finale     | toernooi        | ondergrond    | tegenstandster   | score         |         |
| ---------------- | ---------- | --------------- | ------------- | ---------------- | ------------- | ------- |
| gewonnen finales |            |                 |               |                  |               |         |
| 1.               | 2009-10-25 | WTA Luxemburg   | hardcourt (i) | Sabine Lisicki   | 6-2, 7-5      | details |
| 2.               | 2015-02-28 | WTA Acapulco    | hardcourt     | Caroline Garcia  | 6-3, 6-0      | details |
| 3.               | 2015-03-08 | WTA Monterrey   | hardcourt     | Caroline Garcia  | 4-6, 6-2, 6-4 | details |
| 4.               | 2016-04-30 | WTA Rabat       | gravel        | Marina Erakovic  | 6-2, 6-1      | details |
| verloren finales |            |                 |               |                  |               |         |
| 1.               | 2010-07-25 | WTA Bad Gastein | gravel        | Julia Görges     | 1-6, 4-6      | details |
| 2.               | 2015-01-10 | WTA Shenzhen    | hardcourt     | Simona Halep     | 2-6, 2-6      | details |
| 3.               | 2015-10-11 | WTA Peking      | hardcourt     | Garbiñe Muguruza | 5-7, 4-6      | details |

### WTA-finaleplaatsen vrouwendubbelspel
| nr.              | finale     | toernooi            | ondergrond    | partner           | tegenstandsters                           | score            |         |
| ---------------- | ---------- | ------------------- | ------------- | ----------------- | ----------------------------------------- | ---------------- | ------- |
| gewonnen finales |            |                     |               |                   |                                           |                  |         |
| 1.               | 2010-07-11 | WTA Boedapest       | gravel        | Tathiana Garbin   | Sorana Cîrstea Anabel Medina Garrigues    | 6-3, 6-3         | details |
| 2.               | 2010-07-18 | WTA Praag           | gravel        | Tathiana Garbin   | Monica Niculescu Ágnes Szávay             | 7-5, 7-6         | details |
| 3.               | 2010-10-24 | WTA Luxemburg       | hardcourt (i) | Tathiana Garbin   | Iveta Benešová Barbora Záhlavová-Strýcová | 6-4, 6-4         | details |
| 4.               | 2014-10-18 | WTA Luxemburg       | hardcourt (i) | Kristina Barrois  | Lucie Hradecká Barbora Krejčíková         | 3-6, 6-4, [10-4] | details |
| 5.               | 2018-02-04 | WTA Sint-Petersburg | hardcourt (i) | Vera Zvonarjova   | Alla Koedrjavtseva Katarina Srebotnik     | 2-6, 6-1, [10-3] | details |
| 6.               | 2019-06-08 | WTA Bol             | gravel        | Mandy Minella     | Cornelia Lister Renata Voráčová           | 0-6 7-6, [10-4]  | details |
| verloren finales |            |                     |               |                   |                                           |                  |         |
| 1.               | 2010-04-17 | WTA Barcelona       | gravel        | Tathiana Garbin   | Sara Errani Roberta Vinci                 | 1-6, 6-3, [2-10] | details |
| 2.               | 2010-07-25 | WTA Bad Gastein     | gravel        | Tathiana Garbin   | Lucie Hradecká Anabel Medina Garrigues    | 7-6, 1-6, [5-10] | details |
| 3.               | 2016-08-14 | O.S. Rio de Janeiro | hardcourt     | Martina Hingis    | Jekaterina Makarova Jelena Vesnina        | 4-6, 4-6         | details |
| 4.               | 2017-04-16 | WTA Biel/Bienne     | hardcourt (i) | Martina Hingis    | Hsieh Su-wei Monica Niculescu             | 7-5, 3-6, [7-10] | details |
| 5.               | 2018-07-22 | WTA Gstaad          | gravel        | Lara Arruabarrena | Alexa Guarachi Desirae Krawczyk           | 6-4, 4-6, [6-10] | details |
| 6.               | 2018-11-11 | WTA Limoges         | tapijt (i)    | Vera Zvonarjova   | Veronika Koedermetova Galina Voskobojeva  | 5-7, 4-6         | details |

### Gewonnen ITF-toernooien enkelspel
| nr. | finale     | toernooi            | dotatie   | tegenstandster in finale | score         |
| --- | ---------- | ------------------- | --------- | ------------------------ | ------------- |
| 1.  | 2003-08-10 | Wrexham             | $ 10.000  | Karen Paterson           | 6-0, 6-3      |
| 2.  | 2004-04-11 | Dinan               | $ 50.000  | Tzipora Obziler          | 6-2, 6-1      |
| 3.  | 2004-08-15 | Martina Franca      | $ 25.000  | Bahia Mouhtassine        | 6-4, 6-4      |
| 4.  | 2006-04-09 | Dinan               | $ 75.000  | Jaroslava Sjvedova       | 4-6, 7-5, 6-2 |
| 5.  | 2006-05-21 | Saint-Gaudens       | $ 50.000  | Ivana Abramović          | 7-5, 6-4      |
| 6.  | 2007-04-29 | Cagnes-sur-Mer      | $ 100.000 | Tatjana Malek            | 6-4, 6-1      |
| 7.  | 2012-07-07 | Rovereto            | $ 15.000  | Anne Schäfer             | 6-0, 6-2      |
| 8.  | 2012-09-14 | Mont-de-Marsan      | $ 25.000  | Teliana Pereira          | 6-2, 3-6, 6-2 |
| 9.  | 2012-10-28 | Brasilia            | $ 25.000  | Raluca Olaru             | 7-5, 6-2      |
| 10. | 2013-07-21 | Contrexéville       | $ 50.000  | Beatriz García Vidagany  | 6-1, 6-1      |
| 11. | 2014-01-26 | Andrézieux-Bouthéon | $ 25.000  | Ysaline Bonaventure      | 6-1, 6-1      |
| 12. | 2014-02-15 | Tallinn             | $ 15.000  | Anett Kontaveit          | 6-3, 6-3      |

### Gewonnen ITF-toernooien dubbelspel
| nr. | finale     | toernooi        | dotatie   | partner             | tegenstandsters in finale                       | score            |
| --- | ---------- | --------------- | --------- | ------------------- | ----------------------------------------------- | ---------------- |
| 1.  | 2005-11-27 | Opole           | $ 25.000  | Nadzeja Astrowskaja | Lucie Hradecká Gabriela Navrátilová             | 6-4, 7-6         |
| 2.  | 2006-02-17 | Stockholm       | $ 25.000  | Aurélie Védy        | Surina de Beer Anne Keothavong                  | 6-4, 6-4         |
| 3.  | 2007-04-29 | Cagnes-sur-Mer  | $ 100.000 | Aurélie Védy        | Katarína Kachlíková Anastasija Pavljoetsjenkova | 7-5, 7-5         |
| 4.  | 2007-09-12 | Bordeaux        | $ 100.000 | Sandra Klösel       | Alisa Klejbanova Nathalie Viérin                | 7-6, 6-4         |
| 5.  | 2009-09-18 | Sofia           | $ 100.000 | Tathiana Garbin     | Polona Hercog Petra Martić                      | 6-2, 7-6         |
| 6.  | 2009-04-27 | Saint-Malo      | $ 100.000 | Tathiana Garbin     | Andreja Klepač Aurélie Védy                     | 6-3, opg.        |
| 7.  | 2009-10-31 | Ortisei         | $ 100.000 | Tathiana Garbin     | Galina Voskobojeva Barbora Záhlavová-Strýcová   | 6-2, 6-2         |
| 8.  | 2010-10-16 | Torhout         | $ 100.000 | Tathiana Garbin     | Michaëlla Krajicek Yanina Wickmayer             | 6-4, 6-2         |
| 9.  | 2012-09-14 | Mont-de-Marsan  | $ 25.000  | Mihaela Buzărnescu  | Aleksandrina Naydenova Teliana Pereira          | 6-4, 6-1         |
| 10. | 2012-10-14 | Suzhou          | $ 100.000 | Caroline Garcia     | Yang Zhaoxuan Zhao Yijing                       | 7-5, 6-3         |
| 11. | 2013-02-23 | Kreuzlingen     | $ 10.000  | Xenia Knoll         | Matea Mezak Silvia Njirić                       | 6-3, 6-2         |
| 12. | 2013-10-06 | Boedapest       | $ 25.000  | Xenia Knoll         | Réka Luca Jani Veronika Kapshay                 | 7-6, 6-2         |
| 13. | 2013-11-10 | Équeurdreville  | $ 25.000  | Kristina Barrois    | Diāna Marcinkēviča Eva Wacanno                  | 6-4, 6-3         |
| 14. | 2013-11-24 | Sharm-el-Sheikh | $ 75.000  | Kristina Barrois    | Anna Morgina Kateřina Siniaková                 | 6-7, 6-0, [10-4] |

## Resultaten grote toernooien
| Legenda | Legenda                          |
| ------- | -------------------------------- |
| g.t.    | geen toernooi gehouden           |
| l.c.    | lagere categorie                 |
| –       | niet deelgenomen                 |
| G       | uitgeschakeld in de groepsfase   |
| 1R      | uitgeschakeld in de eerste ronde |
| 2R      | uitgeschakeld in de tweede ronde |
| 3R      | uitgeschakeld in de derde ronde  |
| 4R      | uitgeschakeld in de vierde ronde |
| KF      | uitgeschakeld in de kwartfinale  |
| HF      | uitgeschakeld in de halve finale |
| F       | de finale verloren               |
| W       | het toernooi gewonnen            |
| w-v     | winst/verlies-balans             |

### Enkelspel
| toernooi            | 2007 | 2008 | 2009 | 2010 | 2011 | 2012 | 2013 | 2014 | 2015 | 2016 | 2017 | 2018 | 2019 |
| ------------------- | ---- | ---- | ---- | ---- | ---- | ---- | ---- | ---- | ---- | ---- | ---- | ---- | ---- |
| grandslamtoernooien |      |      |      |      |      |      |      |      |      |      |      |      |      |
| Australian Open     | –    | 2R   | –    | 1R   | 1R   | –    | –    | –    | 3R   | 2R   | 3R   | –    | 3R   |
| Roland Garros       | 2R   | 2R   | 2R   | 2R   | –    | –    | –    | 2R   | HF   | KF   | HF   | –    |      |
| Wimbledon           | 1R   | 2R   | 2R   | 1R   | –    | –    | –    | 2R   | KF   | 3R   | 3R   | –    |      |
| US Open             | 1R   | 3R   | 2R   | 1R   | –    | 1R   | –    | 2R   | 1R   | 2R   | –    | 1R   |      |
| Premier Mandatory   |      |      |      |      |      |      |      |      |      |      |      |      |      |
| Indian Wells        | –    | –    | 2R   | 1R   | 2R   | 2R   | –    | –    | KF   | 4R   | 4R   | 1R   |      |
| Miami               | –    | –    | 1R   | 4R   | 2R   | –    | –    | –    | –    | HF   | –    | –    |      |
| Madrid              | l.c. | l.c. | –    | –    | –    | –    | –    | –    | 1R   | 3R   | 2R   | –    |      |
| Peking              | l.c. | l.c. | –    | KF   | –    | 1R   | –    | –    | F    | 2R   | –    | 1R   |      |
| Premier Five        |      |      |      |      |      |      |      |      |      |      |      |      |      |
| Dubai/Doha          | –    | –    | –    | 1R   | 2R   | –    | –    | –    | –    | 3R   | –    | –    |      |
| Rome                | –    | –    | –    | 2R   | –    | 1R   | –    | –    | 3R   | KF   | 3R   | –    |      |
| Montréal/Toronto    | –    | –    | –    | 2R   | –    | –    | –    | 1R   | 1R   | –    | –    | –    |      |
| Cincinnati          | l.c. | l.c. | –    | –    | –    | –    | –    | –    | 1R   | 3R   | –    | –    |      |
| Tokio/Wuhan         | –    | –    | –    | 1R   | –    | –    | –    | KF   | –    | 1R   | –    | –    |      |
| olympisch           |      |      |      |      |      |      |      |      |      |      |      |      |      |
| Olympische Spelen   | g.t. | –    | g.t. | g.t. | g.t. | –    | g.t. | g.t. | g.t. | 1R   | g.t. | g.t. | g.t. |
| statistieken        |      |      |      |      |      |      |      |      |      |      |      |      |      |
| titels per jaar     | 0    | 0    | 1    | 0    | 0    | 0    | 0    | 0    | 2    | 1    | 0    | 0    | 0    |
| eindejaarsranking   | 123  | 53   | 54   | 51   | 242  | 185  | 285  | 48   | 12   | 15   | 39   | 241  |      |

### Dubbelspel
| toernooi            | 2008 | 2009 | 2010 | 2011 | 2012 | 2013 | 2014 | 2015 | 2016 | 2017 | 2018 | 2019 |
| ------------------- | ---- | ---- | ---- | ---- | ---- | ---- | ---- | ---- | ---- | ---- | ---- | ---- |
| grandslamtoernooien |      |      |      |      |      |      |      |      |      |      |      |      |
| Australian Open     | –    | –    | 2R   | 2R   | –    | –    | –    | 1R   | –    | –    | –    | 1R   |
| Roland Garros       | 2R   | –    | 1R   | –    | –    | –    | –    | 2R   | –    | –    | –    |      |
| Wimbledon           | 1R   | –    | 2R   | –    | –    | –    | –    | 1R   | –    | –    | –    |      |
| US Open             | 1R   | 1R   | 3R   | –    | –    | –    | 1R   | 2R   | –    | –    | 3R   |      |
| Premier Mandatory   |      |      |      |      |      |      |      |      |      |      |      |      |
| Indian Wells        | –    | –    | –    | 1R   | 2R   | –    | –    | –    | –    | 2R   | –    |      |
| Miami               | –    | –    | –    | 1R   | –    | –    | –    | –    | –    | –    | –    |      |
| Madrid              | l.c. | –    | –    | –    | –    | –    | –    | –    | –    | –    | –    |      |
| Peking              | l.c. | –    | 2R   | –    | 2R   | –    | –    | –    | KF   | –    | 1R   |      |
| Premier Five        |      |      |      |      |      |      |      |      |      |      |      |      |
| Dubai/Doha          | –    | –    | –    | 1R   | –    | –    | –    | –    | –    | –    | –    |      |
| Rome                | –    | –    | 1R   | –    | 1R   | –    | –    | –    | –    | –    | –    |      |
| Montréal/Toronto    | –    | –    | 2R   | –    | –    | –    | –    | –    | –    | –    | –    |      |
| Cincinnati          | l.c. | –    | –    | –    | –    | –    | –    | –    | –    | –    | –    |      |
| Tokio/Wuhan         | –    | –    | 1R   | –    | –    | –    | –    | –    | 2R   | –    | –    |      |
| olympisch           |      |      |      |      |      |      |      |      |      |      |      |      |
| Olympische Spelen   | –    | g.t. | g.t. | g.t. | –    | g.t. | g.t. | g.t. | F    | g.t. | g.t. | g.t. |
| statistieken        |      |      |      |      |      |      |      |      |      |      |      |      |
| titels per jaar     | 0    | 0    | 3    | 0    | 0    | 0    | 1    | 0    | 0    | 0    | 1    | 0    |
| eindejaarsranking   | 180  | 107  | 37   | 347  | 125  | 531  | 138  | 143  | 209  | 181  | 93   |      |

### Gemengd dubbelspel
| toernooi        | 2010 |
| --------------- | ---- |
| Australian Open | –    |
| Roland Garros   | –    |
| Wimbledon       | 1R   |
| US Open         | 1R   |